# Tony Zale
Tony Zale, pseudonimo di Antoni Florian Załęski (Gary, 29 maggio 1913 – 20 marzo 1997), è stato un pugile statunitense, di origine polacca. Fu campione mondiale dei pesi medi negli Anni '40 e detenne il titolo dal 1940 al 1947 e nel 1948.

## Biografia

### Gli inizi
Nato da immigrati polacchi, Zale rimase orfano di padre a soli due anni con la madre che aveva altri sei figli da sfamare. Si avvicinò alla boxe a quindici anni, nella scuola della sua città natale, Gary, famosa per le sue acciaierie. Per questo Zale fu in seguito soprannominato "The Man of Steel" (l'uomo d'acciaio). Da dilettante arrivò in finale nei pesi welter, al Guanto d'Oro di Chicago del 1932.

### Professionista
Professionista dal 1934, combatté i primi 55 match sempre a Chicago e dintorni, con 39 vittorie, 14 sconfitte e due pari. Il 29 gennaio 1940, sempre a Chicago, in un match senza titolo in palio, batté ai punti in 10 riprese Al Hostak, campione del mondo dei pesi medi per la NBA. Ciò lo proiettò alla ribalta del pugilato statunitense, tanto che lo stesso Hostak fu costretto a chiedergli la rivincita, mettendo in palio la sua cintura mondiale.
Il 19 luglio 1940, al Civic Stadium di Seattle, Zale si aggiudicò per la prima volta il titolo mondiale dei medi, battendo il suo avversario per knock-out tecnico alla quattordicesima ripresa. Nel novembre successivo ottenne un'importante vittoria contro l'italo-americano Fred Apostoli, ai punti in dieci riprese.
Difese il titolo due volte, a Chicago, contro Steve Mamakos e ancora contro Hostak, battendoli entrambi per KO, rispettivamente alla quattordicesima e alla seconda ripresa. Il 28 novembre 1941, al Madison Square Garden di New York, battendo ai punti Georgie Abrams, si aggiudicò anche la versione del titolo mondiale riconosciuta dalla Commissione atletica dello stato di New York e dalla rivista The Ring, allora vacante, diventando campione del mondo indiscusso dei pesi medi. Il 13 febbraio 1942 si avventurò nella categoria superiore dei mediomassimi ma fu sconfitto ai punti dall'ex campione mondiale Billy Conn, già sfidante del grande Joe Louis per il titolo mondiale dei pesi massimi.
Dopo questo incontro rimase inattivo per quasi quattro anni, per le vicende belliche. Risalì sul ring dello Yankee Stadium di New York per mettere in palio per la prima volta il titolo contro Rocky Graziano. Di fronte a 39.827 spettatori spedì al tappeto il suo grande avversario alla sesta ripresa sino al conto definitivo. Questo match, definito Combattimento dell'anno 1946 è stato inserito al quinto posto nella lista compilata nel 1996 dalla rivista Ring Magazine dei 100 più grandi combattimenti di tutti i tempi, con titolo in palio. La stessa rivista Ring Magazine nominò Zale Fighter of the year (pugile dell'anno) 1946.
Concesse la rivincita all'italo-americano il 16 luglio 1947 a Chicago ma fu costretto alla resa per knock-out tecnico alla sesta ripresa e dovette cedere la cintura mondiale dei medi.. Anche questo incontro fu nominato Combattimento dell'anno per il 1947. Nella lista dei 100 più grandi combattimenti di tutti i tempi è invece collocato addirittura al secondo posto, dietro soltanto al match del 1º ottobre 1975 tra Muhammad Ali e Joe Frazier, definito Thrilla in Manila.
Il regno di Rocky Graziano nei pesi medi, però, durò meno di un anno, perché il 10 giugno 1948, a Newark, Zale si riprese il titolo vincendo per KO alla terza ripresa.
Fu il canto del cigno del grande fuoriclasse. Tre mesi più tardi, ormai trentaquattrenne, Zale mise in palio il titolo mondiale dei medi contro il forte campione d'Europa Marcel Cerdan, al Roosevelt Stadium di Jersey City. Fu costretto all'abbandono tra l'undicesima e la dodicesima ripresa e consegnò definitivamente la cintura mondiale nei guantoni del suo avversario. Nuovamente, anche questo match fu nominato combattimento dell'anno 1948 dalla rivista Ring Magazine e inserito all'89º posto nella lista dei 100 più grandi combattimenti di tutti i tempi. Dopo questo incontro Tony Zale abbandonò il pugilato agonistico.
La International Boxing Hall of Fame lo ha riconosciuto tra i più grandi pugili di ogni epoca. La rivista Ring Magazine lo ha classificato al 41º posto in un proprio elenco dei primi 100 picchiatori di ogni epoca. Nel 2001 e nel 2004 la medesima rivista lo ha collocato al 12º posto in una propria classifica dei migliori pesi medi della storia del pugilato.
Ha allenato Mike Agassi, in seguito padre del tennista Andre Agassi.